# Der Staatsanwalt hat das Wort: Der Kurschatten
Der Kurschatten ist ein deutscher Kriminalfilm von Vera Loebner aus dem Jahr 1978. Der Fernsehfilm erschien als 56. Folge der Filmreihe Der Staatsanwalt hat das Wort.

## Handlung
Friseurin Giesela Reismann verabschiedet sich von ihrem Mann Reinhold und den Kindern Marion und René. Sie fährt zur Kur, wo sie sich mit Beatrice Schröder, genannt Trixi, anfreundet. Beide lernen den Restaurator Wolfgang Metzner kennen, der unweit des Kurheims in Buchheim lebt. Er berichtet beiden von der schönen Burg Raucheck und sie unternehmen eines Tages einen Ausflug zur Burg. Unterwegs erzählt Giesela, dass sie sich einen Trabant kaufen will, auch wenn ihr Mann kein großes Interesse an Autos hat. Wolfgang entpuppt sich wenig später als begeisterter Fotograf und lichtet sowohl Giesela als auch Beatrice ab. Beatrice neckt Giesela, habe Wolfgang doch Interesse an Giesela. Sie jedoch wiegelt ab, liebe sie doch ihren Mann und brauche keinen Kurschatten. Dennoch trifft sie sich weiterhin mit Wolfgang, der sie fotografiert und bald Aktaufnahmen von ihr anfertigt. Am Tag vor Gieselas Abreise kommen sich beide näher als von Giesela geplant. Sie glaubt jedoch, dass sie ihn sowieso nie wiedersehen wird, was er ihr auch bestätigt.
Der Tag der Abreise ist gekommen und Wolfgang erwartet Giesela überraschend am Bahnhof. Er schenkt ihr Blumen und verlangt von ihr 3000 Mark für die Fotos. Seine Kontonummer habe er auf eine Karte geschrieben, die in dem Blumenstrauß steckt. Giesela bleibt konsterniert zurück und kann sich kaum über den Empfang ihrer Familie freuen. Abends bricht sie in Tränen aus, schiebt es vor ihrem Mann jedoch auf die anstrengende Kur. Wolfgang ruft Giesela nun mehrfach auf Arbeit an, um sie an die noch ausstehende Zahlung zu erinnern. Schließlich hebt Giesela von ihrem Sparbuch 1500 Mark und damit einen Großteil ihrer Ersparnisse ab und überweist sie Wolfgang. Der schickt ihr erste Abzüge der Bilder und Giesela ist erschüttert, weil sie wirklich so kompromittierend sind, wie sie befürchtete. Sie versucht, Schmuck und wertvolle Gläser zu verkaufen, um die fehlenden 1500 Mark zusammenzubekommen, scheitert jedoch. Wolfgang scheut sich nicht, Giesela selbst zu Hause anzurufen. Als ihr Mann Reinhold ihr Sparbuch findet, stellt er sie umständlich zur Rede. Er glaubt, Giesela habe ein Verhältnis mit Wolfgang, da sie nur noch an ihn zu denken scheine und er sie ständig anrufe. Sie wirft ihm vor, schrecklich korrekt und spießig zu sein und nie auch nur ans Fremdgehen zu denken. Sie nimmt am nächsten Tag frei und fährt zu Wolfgang. Sie gibt ihm 500 Mark, da sie mehr nicht zusammenkriegen konnte, doch macht ihr Wolfgang klar, dass sie andere Prioritäten setzen müsse: Wer viel Geld für ein Auto ausgeben kann, müsse das auch für Bilder wollen, wenn der ideelle Wert der Bilder so hoch sei. Erst jetzt erkennt Giesela seine Masche und den Grund seiner Erpressung. Sie nimmt die 500 Mark an sich.
Giesela zeigt Wolfgang bei der Polizei an. Wegen Erpressung Gieselas und zwei weiterer Frauen wird Wolfgang zu drei Jahren Haft und einer Geldstrafe von 4000 Mark verurteilt. Zudem muss er an alle drei Frauen Schadensersatz zahlen.

## Produktion

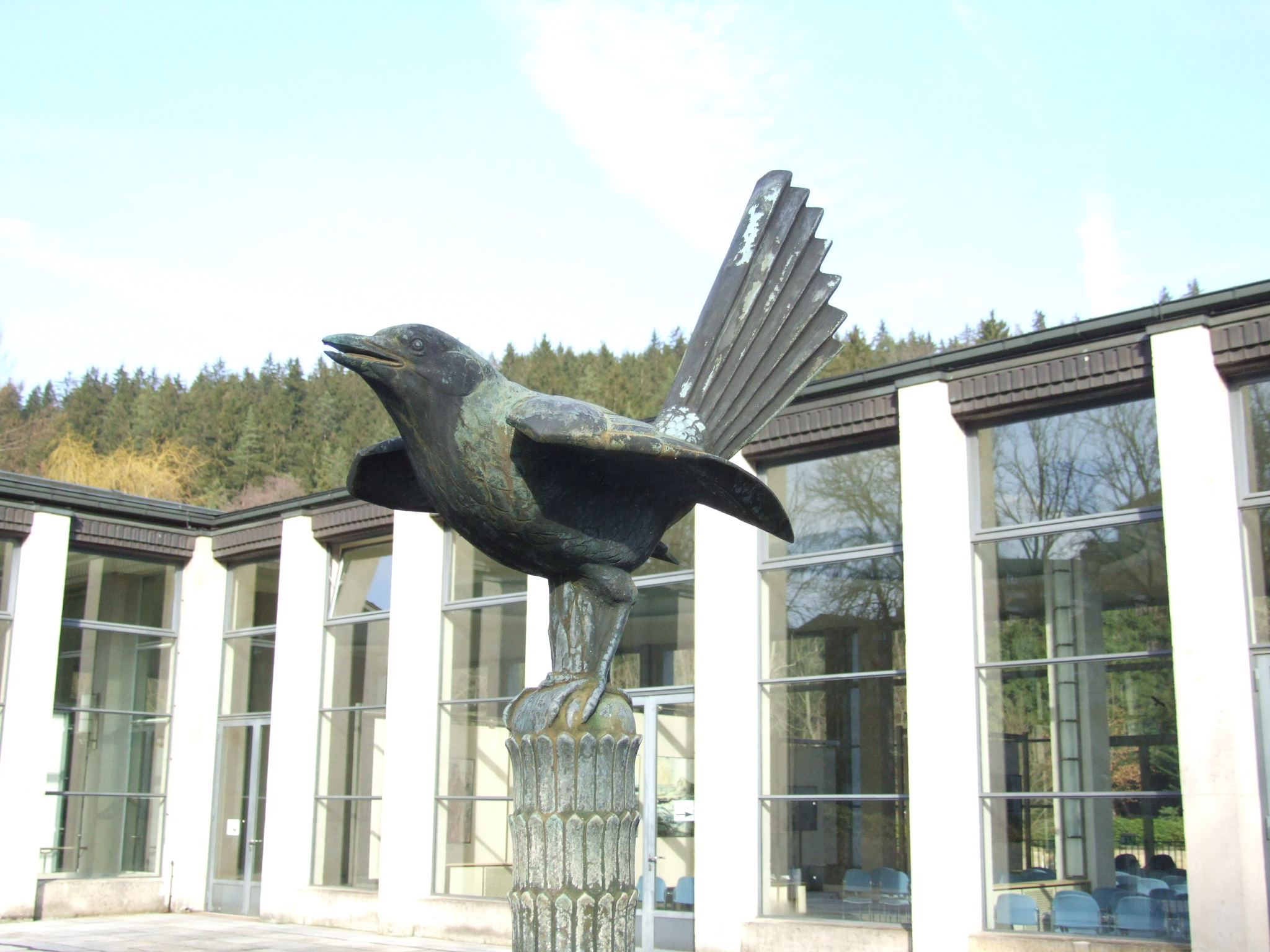
Elsterbrunnen von Otto Pilz

Der Kurschatten wurde unter anderem am Bahnhof in Adorf, in der Gegend um Bad Brambach und in Bad Elster gedreht. Zu sehen ist unter anderem der Elsterbrunnen von Otto Pilz. Die Kostüme des Films schuf Hannelore Gutt, die Filmbauten stammen von Werner Jagodzinski. Der Film erlebte am 11. April 1978 auf DDR 1 seine Fernsehpremiere.
Im Film sind die Lieder Alt wie ein Baum (Puhdys), Am Fenster (City), Weißes Boot (Rote Gitarren) sowie ein Puhdys-Cover des Liedes Bye Bye Love zu hören.